# Pierre Berthier
Pierre Berthier (Nemours, Seine-et-Marne, 1782 – 1861) va ser un geòleg francès i enginyer de mines.
Pierre Berthier nasqué a Nemours. Després d'estudia a l'École Polytechnique, anà a l'École des Mines, d'on va ser cap de laboratori el 1816. El 1821, quan treballava a la població de Les Baux-de-Provence, va descobrir-hi el mineral bauxita, dita així pel lloc de la població on es va descobrir. També va descobrir el mineral Berthierita, el qual porta el seu cognom. A més també és conegut per la seva recerca sobre l'alt forn i l'ús dels fosfats per les plantes.

## Premis
Pierre Berthier va ser escollit membre de l'Académie des Sciences el 1825. El 1828, esdevingué un chevalier de la Legió d'Honor. El seu nom figura inscrit a la Torre Eiffel.